# Grégoire Pierre Melki
Grégoire Pierre Melki (* 12. Dezember 1939 in Hassaké, Syrien) ist ein syrischer Geistlicher sowie emeritierter syrisch-katholischer Bischof und Patriarchalexarch von Jerusalem.

## Leben
Grégoire Pierre Melki trat 1952 in das Kleine Seminar in Charfet ein. Melki studierte Philosophie und Katholische Theologie an der Universität St. Esprit in Kaslik. Er empfing am 8. August 1965 das Sakrament der Priesterweihe.
Anschließend lehrte Melki vier Jahre lang Arabische Sprache und Liturgiewissenschaft. Grégoire Pierre Melki setzte seine Studien am Päpstlichen Orientalischen Institut in Rom fort, wo er 1973 das Lizenziat im Fach Wissenschaften über die orientalischen Kirchen erwarb. 1975 wurde er nach Kanada entsandt, um die Seelsorge für die syrisch-katholischen Gläubigen in Montreal zu übernehmen. Melki wurde zudem in den Rang eines Chorbischofs erhoben.
Grégoire Pierre Melki wurde auf der vom 11. bis 15. September 2001 in Charfet tagenden syrisch-katholischen Bischofssynode zum Patriarchalexarchen von Jerusalem gewählt. Am 25. Februar 2002 ernannte ihn Papst Johannes Paul II. zum Titularbischof von Batnae dei Siri und stimmte seiner Wahl zum Patriarchalexarchen von Jerusalem zu. Der syrisch-katholische Patriarch von Antiochien, Ignatius Pierre VIII. Abdel-Ahad, spendete ihm am 18. Mai desselben Jahres die Bischofsweihe; Mitkonsekratoren waren der Bischof der Eparchie Our Lady of Deliverance of Newark, Joseph Younan, und der Erzbischof der Erzeparchie Aleppo, Denys Antoine Chahda.
Am 20. November 2020 nahm Patriarch Joseph Younan seinen altersbedingten Amtsverzicht an.